# イタリア語キー配列
イタリア語キー配列（イタリアごキーはいれつ）は、パソコンおよびタイプライターでのイタリア語入力のキー配列。ここでは、パソコンキーボードの配置を取り上げる。

## キー配列

イタリア語キー配列

イタリア語キー配列は、広く普及しているものでは、QWERTY配列を基本として、A～Z を配置している。
ç ò の入力キーは同じであり、L l の右、日本で普及しているキーボードの ; + の位置にある。なお、シフトキーを押さないで入力すると ò 、シフトキーを押して入力すると ç になる。
é è の入力キーは同じであり、P p の右、日本で普及しているキーボードでは ＠ ` の位置にある。なお、シフトキーを押さないで入力すると è 、シフトキーを押して入力すると é になる。
à の入力キーは、日本で普及しているキーボードでは : ＊ の位置に配置されている。なお、シフトキーを押さないで入力すると à　となる。
ù の入力キーは、日本で普及しているキーボードでは }] の位置に配置されている。なお、シフトキーを押さないで入力すると ù　となる。
イタリア語配列の特徴として、デッドキーが無いことが挙げられる。したがってキーボードに刻印されている以上の記号付き文字、例えば大文字のアクセント記号付き文字を出力することができない。したがって、Èを入力するには、Altキーを押しながら0200とテンキーで入力するなどといった操作が必要になる。なおスイスではデッドキーのあるQWERTZ配列が用いられているため、このような問題は起きない。

## タイプライター時代の配列
タイプライターが使用されていた時代、W w の位置に Z z が、Z z の位置に W w が、L l の右の ç ò の位置すなわち日本で普及しているキーボードでは + ; の位置に M m がきていた 。
ワープロおよびパソコンの普及にともない、現在のQWERTY配列に従うものにキー配列は代えられた。